# Sommery
Sommery – miejscowość i gmina we Francji, w regionie Normandia, w departamencie Sekwana Nadmorska.
Według danych na rok 1990 gminę zamieszkiwały 583 osoby, a gęstość zaludnienia wynosiła 27 osób/km² (wśród 1421 gmin Górnej Normandii Sommery plasuje się na 399 miejscu pod względem liczby ludności, natomiast pod względem powierzchni na miejscu 40).